# Esquirol volador pigmeu menor
L'esquirol volador pigmeu menor (Petaurillus emiliae) és una espècie de rosegador de la família dels esciúrids. És endèmic de Sarawak (Malàisia). Es tracta d'un animal arborícola. El seu hàbitat natural probablement són els boscos. Està amenaçat per la destrucció del seu entorn a causa de la tala d'arbres i l'expansió agrícola.
Aquest tàxon fou anomenat en honor d'Emilia Hose, l'esposa del funcionari, zoòleg i etnòleg britànic Charles Hose.